# Colombia en los Juegos Olímpicos de México 1968
Colombia estuvo representada en los Juegos Olímpicos de México 1968 por un total de 43 deportistas, 38 hombres y 5 mujeres, que compitieron en 5 deportes.
El portador de la bandera en la ceremonia de apertura fue el nadador Ricardo González. El equipo olímpico colombiano no obtuvo ninguna medalla en estos Juegos.